# Johanna von Pfalz-Simmern
Johanna von Pfalz-Simmern (* 1. Juli 1512; † 2. Februar 1581 im Kloster Marienberg, Boppard) war Äbtissin im Kloster Marienberg. 

## Leben
Johanna war eine Tochter des Pfalzgrafen und Herzogs Johann II. von Pfalz-Simmern (1492–1557) aus dessen Ehe mit Beatrix (1492–1535), Tochter des Markgrafen Christoph I. von Baden. Sie war eine Schwester des Kurfürsten Friedrich III. von der Pfalz.
Johanna trat gemeinsam mit ihrer Schwester Ottilie 1520 in das Benediktinerinnenkloster Marienberg in Boppard ein. Zehn Jahre später folgte auch deren gemeinsame Schwester Maria als Nonne in das Kloster nach. Unter ihrer Vorgängerin im Äbtissinnenamt, einer Gräfin von Leiningen, wurde Johanna Priorin und im März 1576 zur Äbtissin des Klosters gewählt. Jakob von Eltz, Kurfürst und Erzbischof von Trier unterstützte die Wahl Johannas. 